# ヴェンゲルンアルプ鉄道BDhe4/4 101-118形電車

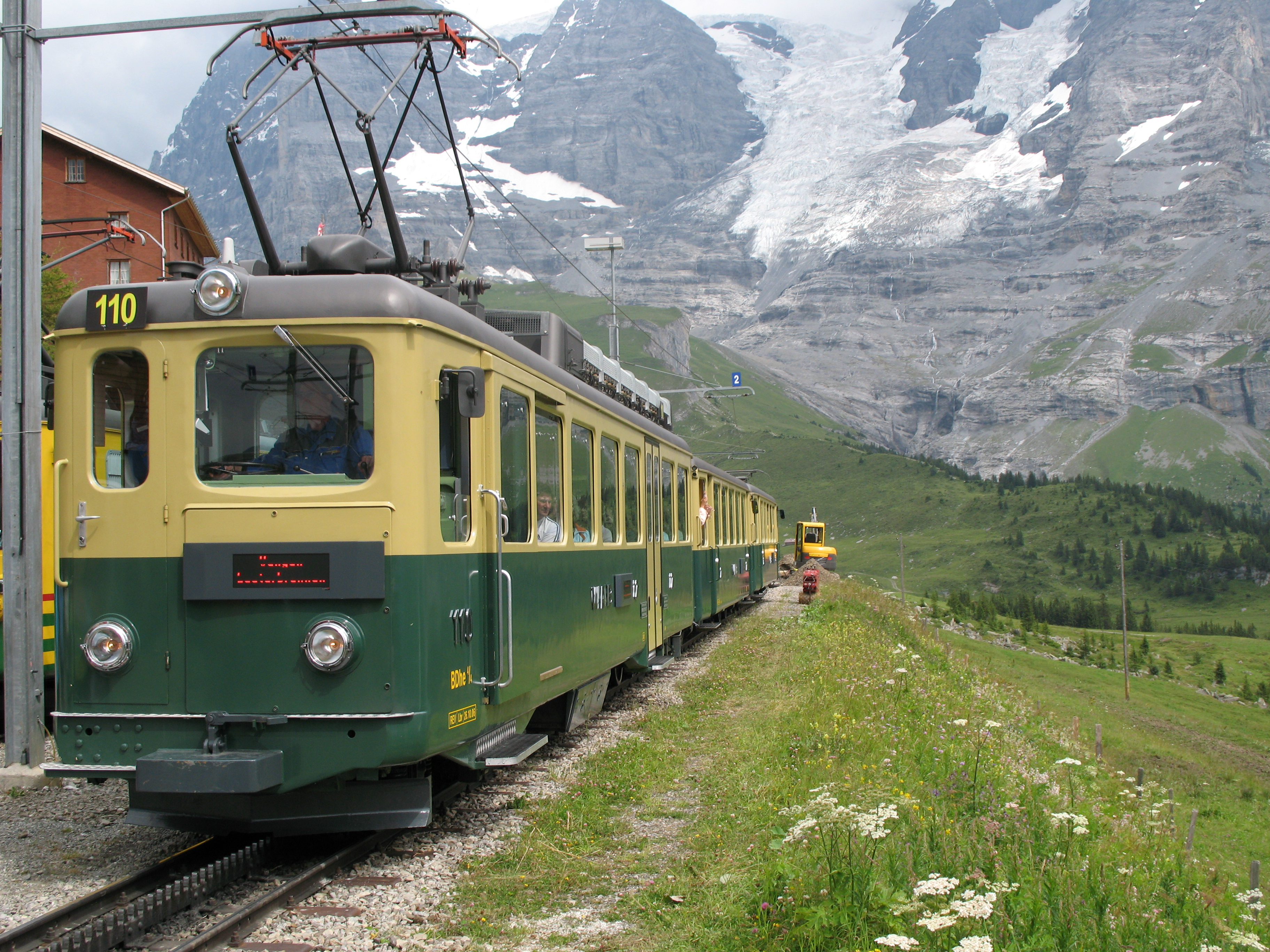
BDhe4/4 110号機、 LED式行先表示装置設置、乗降扉のプラグドア化改造がされた現在の形態

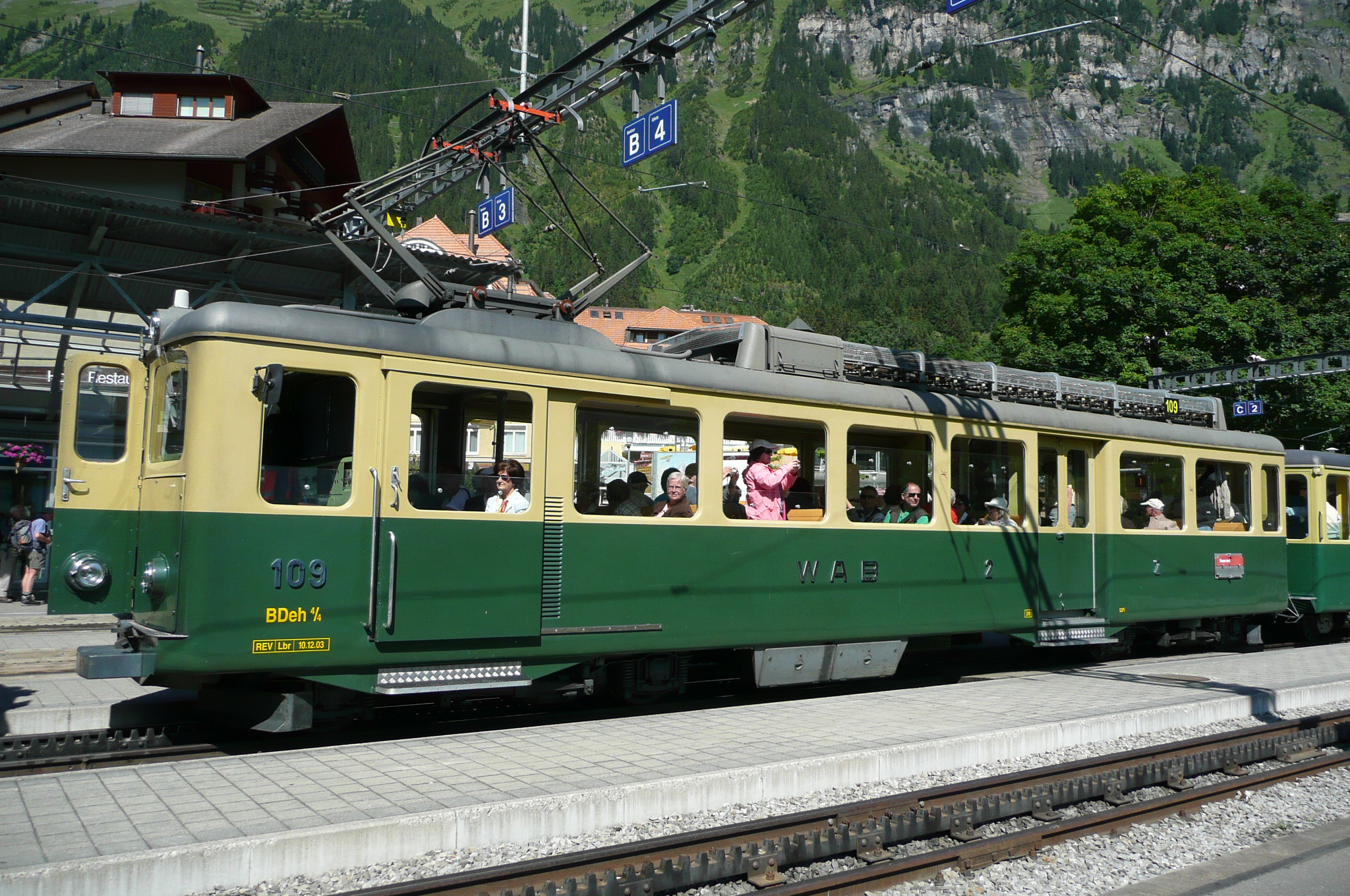
BDhe4/4 109号機、 ヴェンゲルン駅

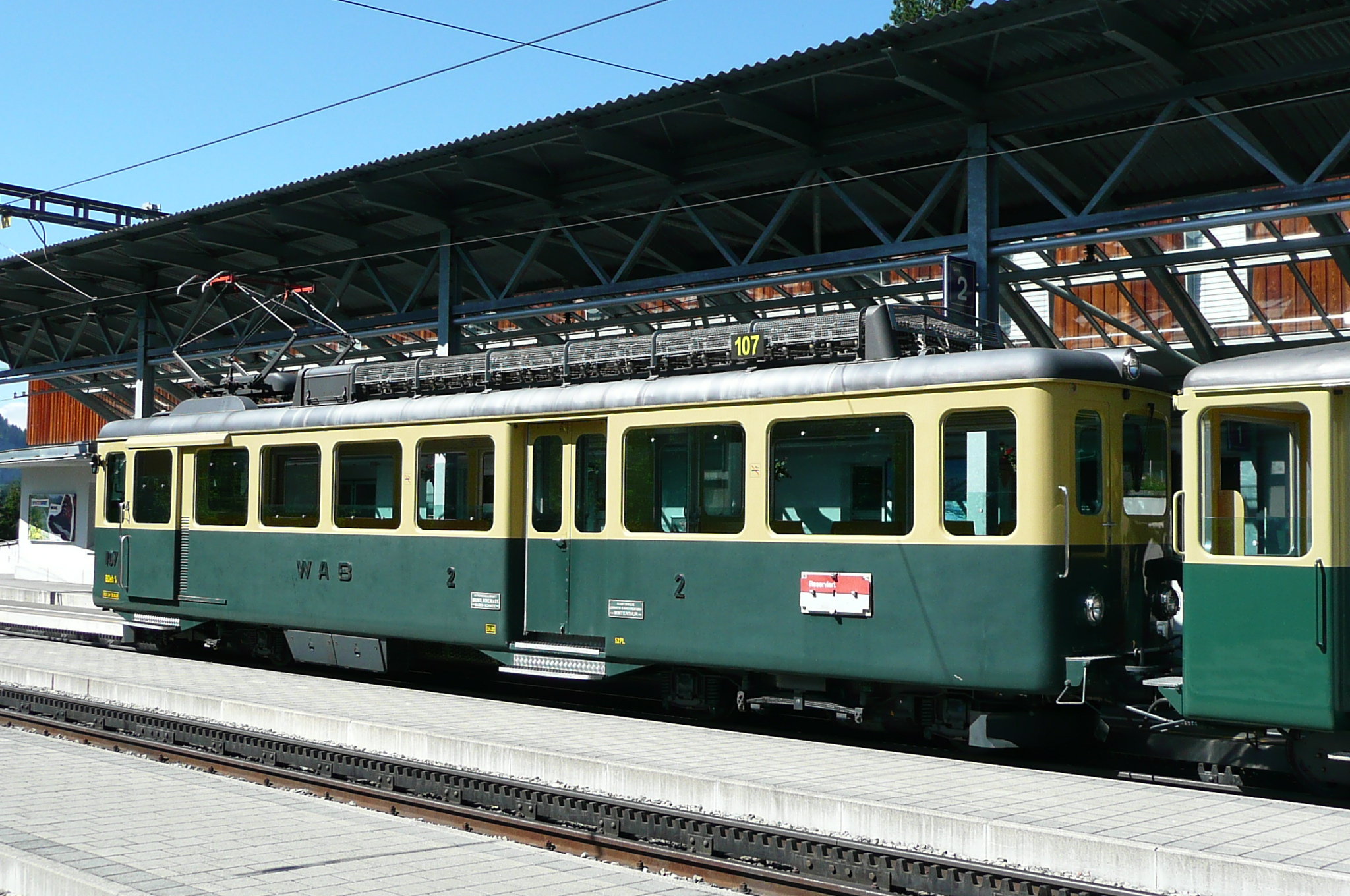
BDhe4/4 107号機、先頭側のみの片運転台ながら連結側にも前照灯、ウインドワイパー等が装備されている、 ヴェンゲルン 駅

ヴェンゲルンアルプ鉄道BDhe4/4 101-118形電車(ヴェンゲルンアルプてつどうBDhe4/4 101-118がたでんしゃ)は、スイス中央部の私鉄であるヴェンゲルンアルプ鉄道（Wengernalpbahn (WAB)）で使用される山岳鉄道用ラック式電車である。なお、本機はBCFhe4/4形の101-118号機として製造されたものであるが、1956年の称号改正によりABFhe4/4形に、1965年の称号改正によりABDhe4/4形となったものであり、その後1982年に1等室を2等室に変更してBDhe4/4形となったものである。

## 概要
1893年に開業したヴェンゲルンアルプ鉄道はベルナーオーバーラント鉄道、ユングフラウ鉄道の間を結ぶ、ベルナーオーバーラント地方の軌間800 mmの登山鉄道であり、これらの鉄道にラウターブルンネン-ミューレン山岳鉄道を加えてユングフラウ鉄道グループを形成しており、1909-10年に直流1500 Vで電化されて小型ラック式電気機関車のHe2/2 51-65形が客車を押し上げある形態の列車で運行されていたが、1940年代には輸送力の増強が必要な状況となっていた。一方、当時のスイスでは、1930年代後半から1940、50年代にかけて SLMとBBCが製造した、2軸ボギー台車にコンパクトにまとめたラック式もしくは粘着式/ラック式の駆動装置を組み込んだ動軸2軸で定格出力150 - 250 kWの小出力のラック式電車がモントルー-グリオン鉄道、グリオン-ロシェ・ド・ネー鉄道、エーグル-レザン鉄道、ベー-ヴィラー-ブルタユ鉄道の各鉄道に導入されていた。これらの機体は主電動機を1台車あたり1台装荷して片側軸を駆動する2軸ボギー式鋼材組立台車を装備しており、単行での運転を基本としたものであったため、ヴェンゲルンアルプ鉄道では4軸駆動で客車列車を押し上げることができる電車を導入することとなり、1945年に試作機であるBCFhe4/4 101号機を導入し、1963年にかけて18機を導入した機体がBCFhe4/4形の101-118号機であり、称号改正および客室等級の変更を経て現在ではBDhe4/4 101-118形となっている。本形式は同時期の1946年にベルナーオーバーラント鉄道で導入されたBCFeh4/4形（後のABDeh4/4形）電車と類似のデザインおよび設計で、本線用の軽量高速電車用に開発が進められていたプレス鋼溶接組立式台車に直角カルダン駆動方式に小型高速回転の主電動機とラック式駆動装置を組み込んだ走行装置と軽量車体の組合せで定格出力440 kWと牽引力83 kNを発揮する汎用機であり、車体、機械部分、台車をSLM、電機部分、主電動機はBBCが担当して製造されたもので、機番とSLM製番、運行開始年月日（101-103号機製造年）、製造所は下記のとおりである。
- 101 - 3919 - 1947年7月30日（1945年） - SLM/BBC
- 102 - 3966 - 1947年12月（1946年） - SLM/BBC
- 103 - 3967 - 1948年1月（1946年） - SLM/BBC
- 104 - 4044 - 1950年1月14日 - SLM/BBC
- 105 - 4045 - 1950年2月25日 - SLM/BBC
- 106 - 4119 - 1954年8月5日 - SLM/BBC
- 107 - 4120 - 1954年8月27日 - SLM/BBC
- 108 - 4264 - 1957年 - SLM/BBC
- 109 - 4265 - 1957年 - SLM/BBC
- 110 - 4333 - 1959年 - SLM/BBC
- 111 - 4334 - 1959年 - SLM/BBC
- 112 - 4774 - 1963年 - SLM/BBC
- 113 - 4775 - 1963年 - SLM/BBC
- 114 - 4776 - 1963年 - SLM/BBC
- 115 - 4777 - 1963年 - SLM/BBC
- 116 - 4778 - 1963年 - SLM/BBC
- 117 - 4779 - 1963年 - SLM/BBC
- 118 - 4780 - 1963年 - SLM/BBC

## 仕様

### 車体

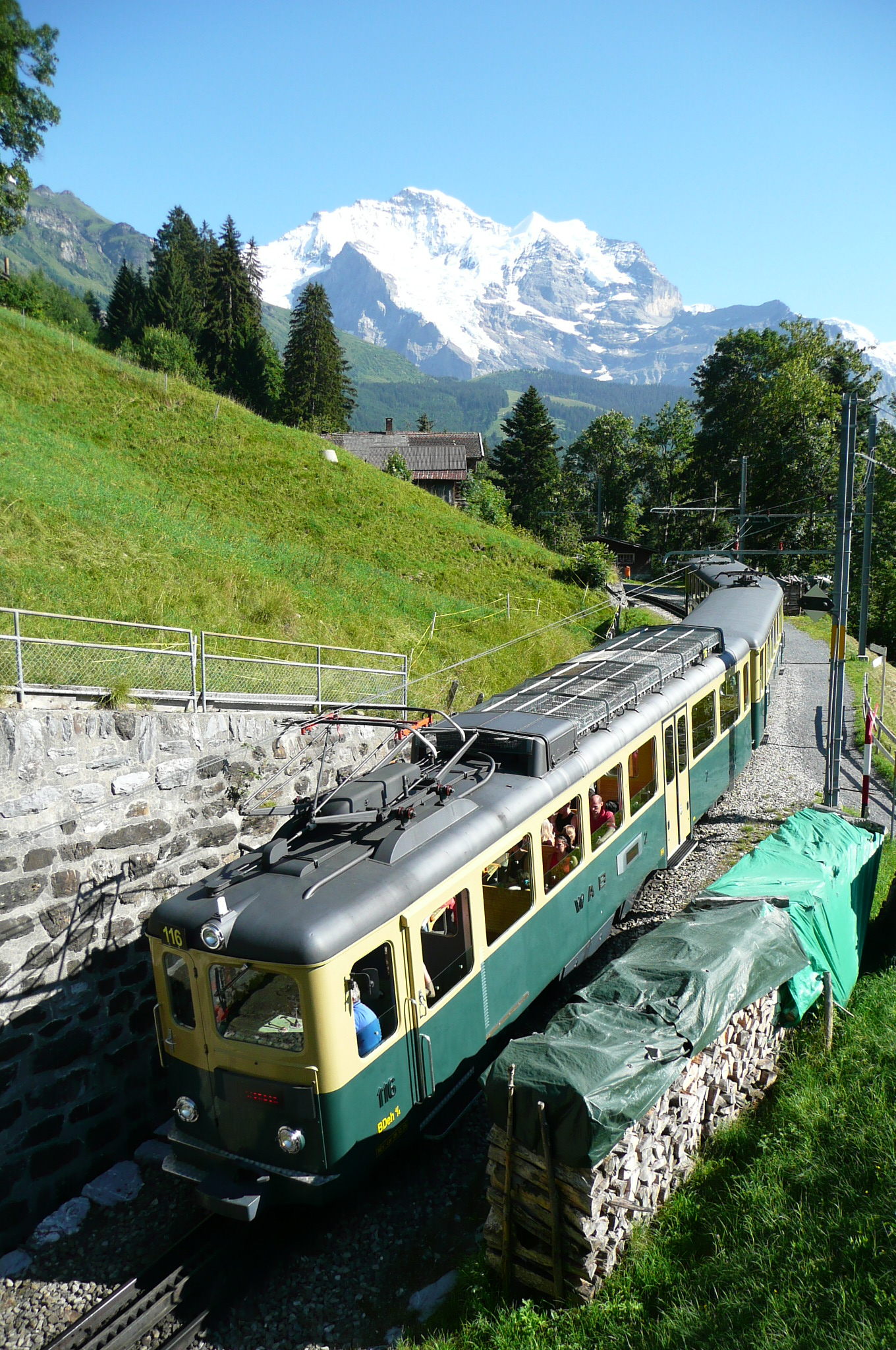
BDhe4/4 116号機、屋根上には集電装置と主抵抗器が載る

- 車体は両運転台式で、同時期に同じSLMで製造されたベルナーオーバーラント鉄道[12]のABDeh4/4形電車と類似の丸みを帯びたスタイルの軽量構造の鋼製車体で、101号機のみ窓下と車体裾部に型帯が入り、105号機までは正面運転台窓が縁取付のものとなっている。
- 列車の先頭となる後位側正面は片側に貫通扉を設置したR付で運転台窓は一枚窓、中央上部と下部左右の3箇所に丸型の前照灯が設置されており、客車との連結側となる前位側正面も運転席はないものの、前照灯やウインドワイパーが設置され、正面窓下部の運転席機器用の点検蓋がない、貫通扉が後位側の外開戸に対して内開戸であるなど若干の差異はあるが、後位側正面とほぼ同一となっている。連結器はフック式の簡易なもので、車体の正面下部中央に連結受とともに設置されており、前位側のものが連結器受けは緩衝器でフック受けと簡単なロック機構を備えたもの、後位側のものがブロック状で緩衝機能のない連結器受けとフックを備えたものとなっている。また、両先頭の台車先端部にはスノープラウが設置されている。
- 車体は前位側から長さ4400 mmの1等室（称号改正前の2等室）、1450 mmの出入口の設置されたデッキ、5800 mmの2等室（称号改正前の3等室）、1400 mmで2.6 m2の荷物室、1280 mmの運転室の構成で、窓扉配置は1D4D3（運転室窓-荷物扉-2等室窓-乗降扉-1等室窓）となっている。客室窓は2等室は幅1200 mm、1等室は狭幅の連結面寄のもの以外は1400 mmの大型下降窓、乗降扉は幅1200 mmの両開式外開戸で乗降口には2段のステップが設置され、荷物扉は有効幅1200 mmの外吊式片引戸となっているほか、運転室-荷物室および荷物室 - 2等室間の仕切壁には扉が設置されず、行き来のできない構造となっている。
- 1等室の座席はシートピッチ1650 mm、2等室は1450 mmのいずれも2 + 1列の3人掛けの固定式クロスシートで、1等室に2.5ボックス、2等室に4ボックスずつ設置され、座席定員は1等は1等室の15名、2等室の24名にデッキに4名分、2等室荷物室寄端部に1名分、荷物室に8名分の折畳式補助席を加えた計52名である。座席は1等室のものがモケット貼りのもの、2等室のものは木製ニス塗りのものでいずれも背摺りはヘッドレストのない低いものとなっているほか、室内は壁面が濃いベージュ、天井が白で1等室の座席モケットは赤系、運転席機器類は薄緑色となっている。
- 運転室は左側運転台の立って運転する形態のもので、スイスやドイツで一般的な円形のハンドル式のマスターコントローラーが設置され、運転室横の窓は下落とし式である。
- 屋根は後位側車端部に菱形のパンタグラフと機器箱を設置し、その他には屋根上全長に渡って大型の主抵抗器を設置している。
- 塗装
  - 車体は下半部を濃緑色、上半分をベージュとしたその後のヴェンゲルンアルプ鉄道の標準塗装となるもので、側面下部中央には"WAB"の、乗降扉脇には客室等級の、側面後位側車端部には機番のそれぞれクロームメッキの切抜文字が設置され、側面後位側車端の車体裾部には形式名が入り、手摺類は黄色、床下機器と台車、屋根および屋根上機器はダークグレーである。

### 走行機器
- 制御装置はBBC製の抵抗制御式で、主電動機の駆動力はラック駆動用のピニオンにのみ伝達されて車輪は荷重を支えるだけの方式となっており、1時間定格出力440 kW、牽引力83 kNの性能、25 km/hの最高速度を発揮するほか、電気ブレーキとして回生ブレーキと発電ブレーキを装備している。なお、製造当初は重連総括制御機能を持っておらず、上り勾配で客車を押し上げる列車でも列車最後部の運転台で運転操作を行っていた。
- 台車はSLM製の鋼板溶接組立式のベルナーオーバラント鉄道ABDeh4/4形と類似構造のものとなっており、台車枠は端梁と側梁のほか、側梁間に渡された横梁、その横梁間の中梁、台車中心を通り側梁間に斜めに渡された斜梁で構成されたもので、その中にラック式の駆動装置を小型化して固定軸距2750 mmにまとめたものとなっている。枕ばねは重ね板ばね、軸ばねはコイルばね、軸箱支持方式はペデスタル式となっており、牽引力はセンターピンで伝達される。
- 動力伝達は直角カルダン駆動方式となっており、各台車2基の主電動機は台車枠にレール方向に装荷され、駆動力は主電動機からカルダン・ジョイント付プロペラシャフトを経て各軸の歯車箱へ伝達され傘歯車で枕木方向へ向きを変えた中間軸から各車軸にフリーで嵌込まれたピニオンへ一段減速で伝達される。また、ラック方式はラックレールがラダー式1条のリッゲンバッハ式の亜種であるパウリ-リッゲンバッハ式[13]で、減速比は1:12.90となっているほか、主電動機の冷却気は前位側の台車はデッキ内の吸気口から、後位側台車は側面荷物扉横に設置されたルーバーから採り入れられる。
- ブレーキ装置は制御装置による発電ブレーキと回生ブレーキに加えて手ブレーキが装備されるが、空気ブレーキ装置は備えず、下り勾配で速度15 km/hを超えた場合、運転台で押しボタン操作がされた場合、ペダル式のデッドマン装置が作用した場合のいずれかの場合に動作する油圧ブレーキを装備し、基礎ブレーキ装置としてピニオンに併設したブレーキドラムに作用するバンドブレーキが装備される。

### 改造

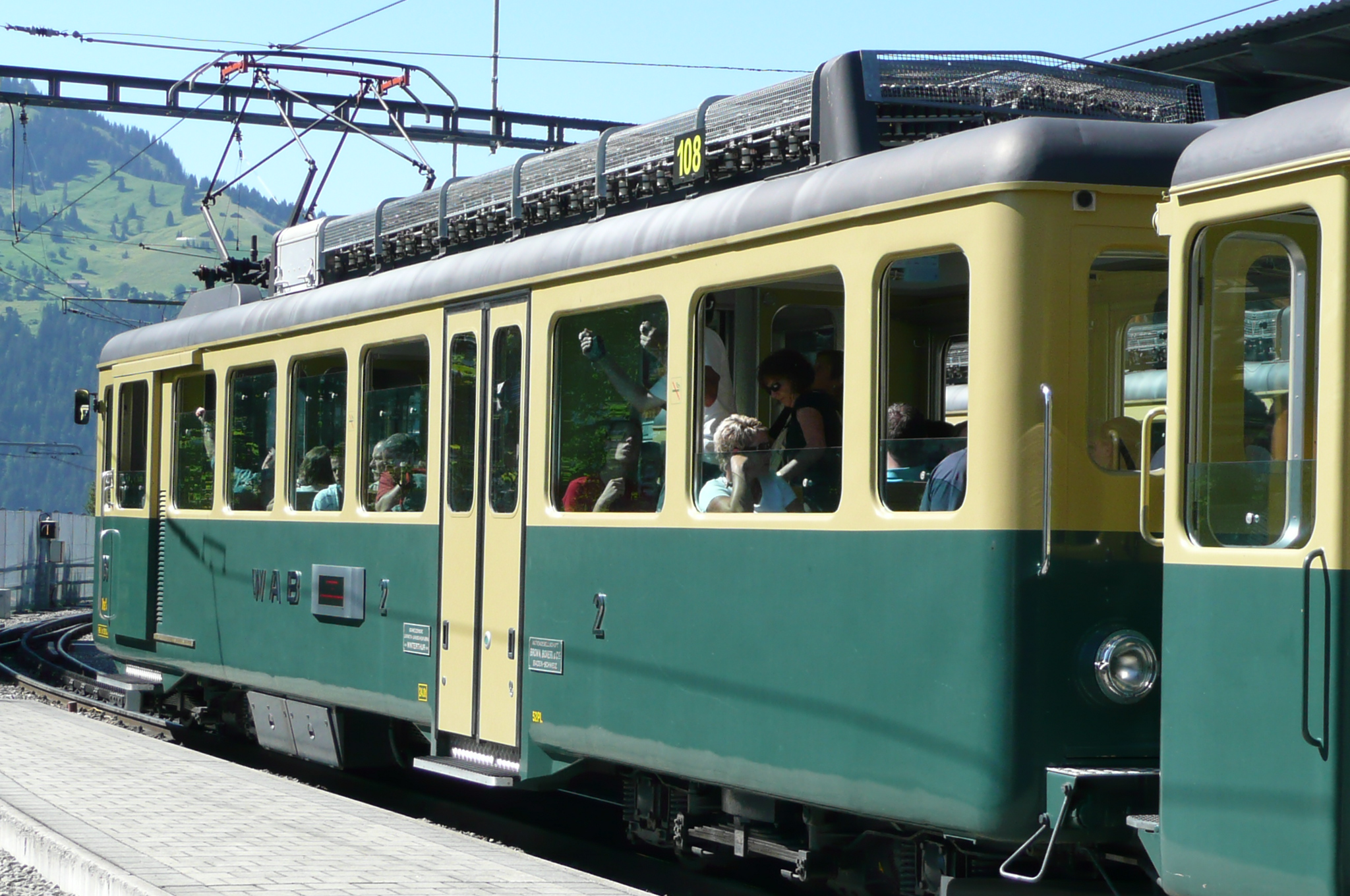
乗降扉のプラグドア化とその横部へのLED式行先表示器の設置を実施したBDhe4/4 108号機、 ヴェンゲン駅、2009年

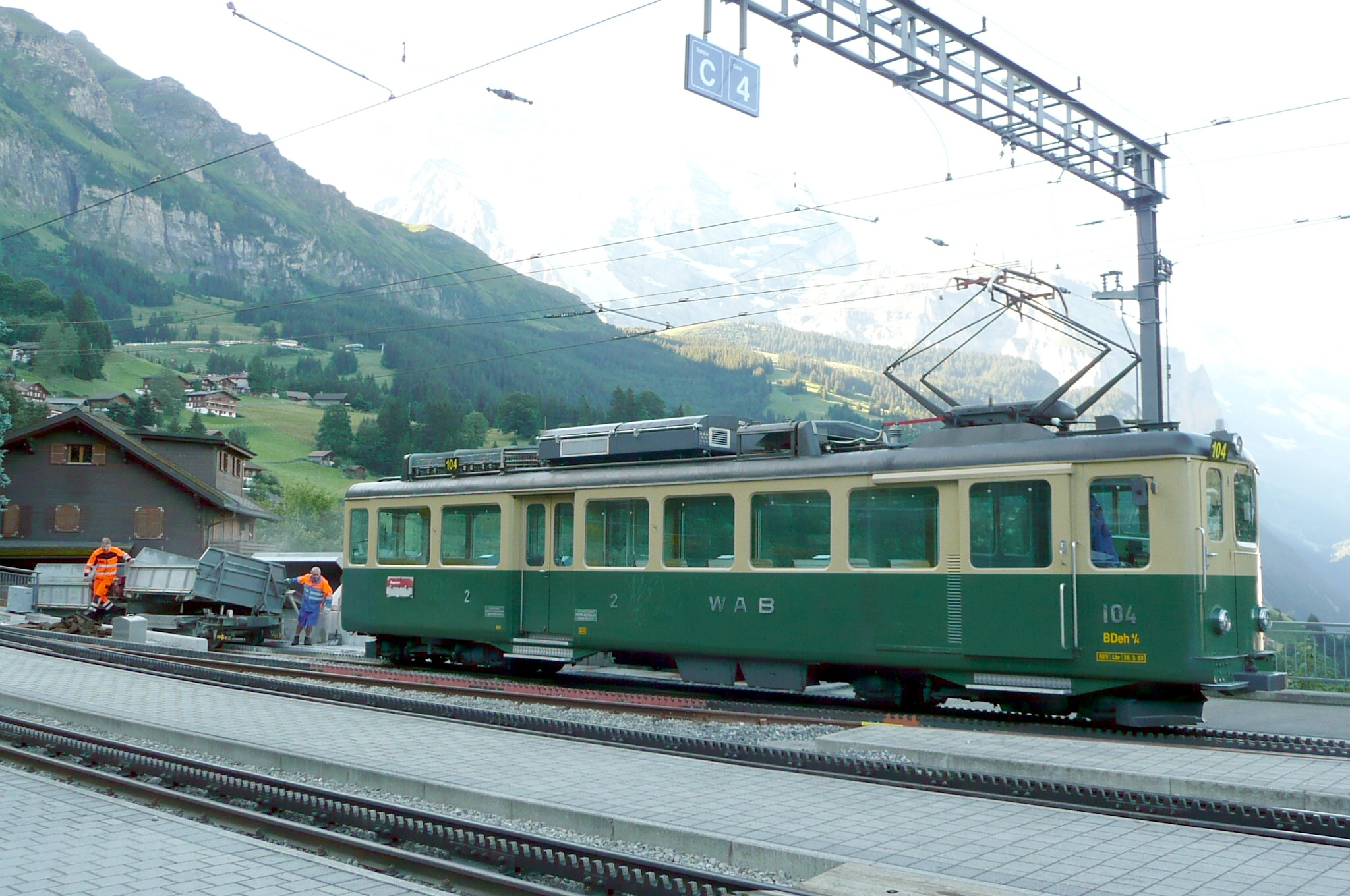
屋根上に可変電圧可変周波数制御の主制御機を搭載したBDhe4/4 104号機、 ヴェンゲルン駅、2009年

- 製造後は従来のHe2/2形での運行と同様に、勾配の下側に連結した本形式で客車を押し上げる際にも最後尾の運転台で運転操作を行い、客車の先頭部では合図のみを行う運転形態であったが、1962年以降先頭側に運転室を設置した制御客車を導入して動力車を遠隔制御することとなり、本形式には重連総括制御装置を設置するとともに、前位側正面窓下に電気連結器を設置している。なお、1980年代半ばにおける対応する制御客車は以下の通り。
  - Bt 211-214形[14]：211-214号車
  - Bt 221-226形[15]：221、223、225-226号車
  - Bt 261-266形[16]：261-263、266号車
  - Bt 267-278形[17]：270-278号車
- 経年に応じて更新改造が順次行われており、運転席横窓にバックミラーの設置、1等室座席交換、2等室座席に座布団設置、ワイパー変更、主抵抗器交換などが実施されている。
- 1997年より大規模修繕等と合わせて乗降扉のプラグドア化と、後位側正面窓下および側面乗降扉横の窓下部にLED式の行先表示器を設置する改造が一部機体に実施され、2004年までに108、110、113、115、116、117号機が両方の改造を、106、111、112号機がプラグドア化改造のみを実施している。各機体の改造年月は以下のとおり。
  - 106 - 1999年4月 - プラグドア化
  - 108 - 1997年9月1日 - プラグドア化 / LED表示器設置
  - 110 - 1998年11月30日 - プラグドア化 / LED表示器設置
  - 111 - 2000年11月16日 - プラグドア化
  - 112 - 2000年 - プラグドア化
  - 113 - 1998年1月22日 - プラグドア化 / 2001年12月 - LED表示器設置
  - 115 - 2004年6月 - プラグドア化/LED表示器設置
  - 116 - 2002年6月 - プラグドア化/LED表示器設置
  - 117 - 2004年9月 - プラグドア化 /LED表示器設置
- 2005年には104号機を事業用兼用機として可変電圧可変周波数制御の新しいVossloh[18]製の主制御装置を屋根上中央部に搭載し、その前位側に発電ブレーキ用の抵抗器を搭載、主電動機を三相誘導電動機に交換して1時間定格出力を500 kWに増強し、自重が28.0 tに増加している。また、前位側車端部に簡易運転台を設置して両運転台となっている。

### 主要諸元
- 軌間：800 mm
- 電気方式：DC 1500 V架空線式
- 軸配置：2'zz2'zz
- 最大寸法：全長15170 mm、全幅2350 mm、車体幅2100 mm、集電装置折畳高3750 mm
- 軸距：2750 mm
- 台車中心間距離：9450 mm
- 車輪径：670 mm
- ピニオン有効径：573 mm
- 自重：23.5 t
- 定員
  - 製造時：1等 （称号改正前2等） 座席15名、2等（称号改正前3等）座席37名（うち補助席13名）
  - 全室2等室化後：2等52名（うち補助席13名）
- 荷重：1.0 t（荷室面積2.6 m2）
- 走行装置
  - 主制御装置：抵抗制御
  - 主電動機：直流電動機×4台（1時間定格出力：440 kW）
  - 減速比：12.90（ピニオン）
  - 牽引力：83 kN（1時間定格）
- 最高速度：25 km/h（登り）、15 km/h（下り）
- ブレーキ装置：発電ブレーキ、回生ブレーキ、油圧ブレーキ、手ブレーキ

## 運行・廃車

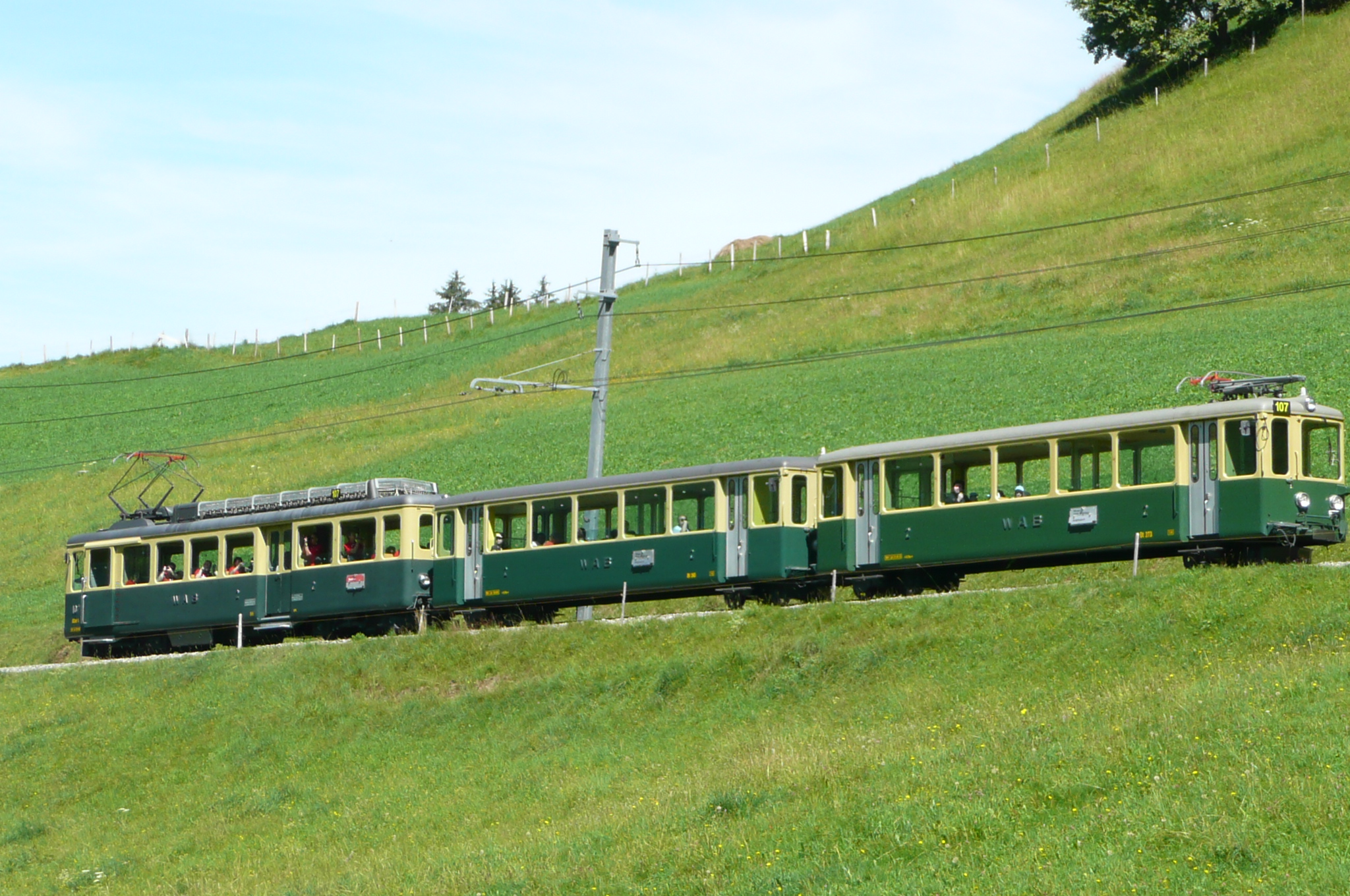
BDhe4/4 117号機と制御客車2両による標準的な編成、2009年

- 製造後はヴェンゲルンアルプ鉄道の全線で旅客列車および貨物列車を牽引しているが、この路線はインターラーケン・オストから出るベルナーオーバーラント鉄道に接続する標高795 mのラウターブルンネン（右回りルート）もしくは1034 mのグリンデルヴァルト（左回りルート）からユングフラウ鉄道に接続する標高2061 mのクライネ・シャイデックに至る右回りルート全長8.64 km、左回りルート全長10.47 km、全線パウリ・リッゲンバッハ式のラック区間で最急勾配250 ‰の山岳路線である。
- 本形式は客車もしくは制御客車1 - 2両と編成を組んで運行されており、本形式が常時勾配の下側に配置されるようになっており、勾配の上り下りが変化するクライネ・シャイデックおよびグリンデルヴァルト=グランドの両駅はスイッチバック式となっている。なお、編成が最大3両編成と短いため、多客時には続行運転により運行されている。
- 105号機は2005年5月にBt 225号車とともにシーニゲ・プラッテ鉄道へ譲渡されて運行されていたが、同年8月24日に洪水により浸水して運行不能となり、翌2006年4月に解体されている。また、103号機が2005年に廃車となっている。
- なお、2010年代における対応する客車、制御客車は以下の通り。
  - B 221、223形：221、223号車
  - Bt 211-214形：211-214号車
  - Bt 221-226形：222、224、226号車
  - Bt 261-266形：261-263、266号車
  - Bt 267-278形：267、270-278号車